# David Koch (Model)

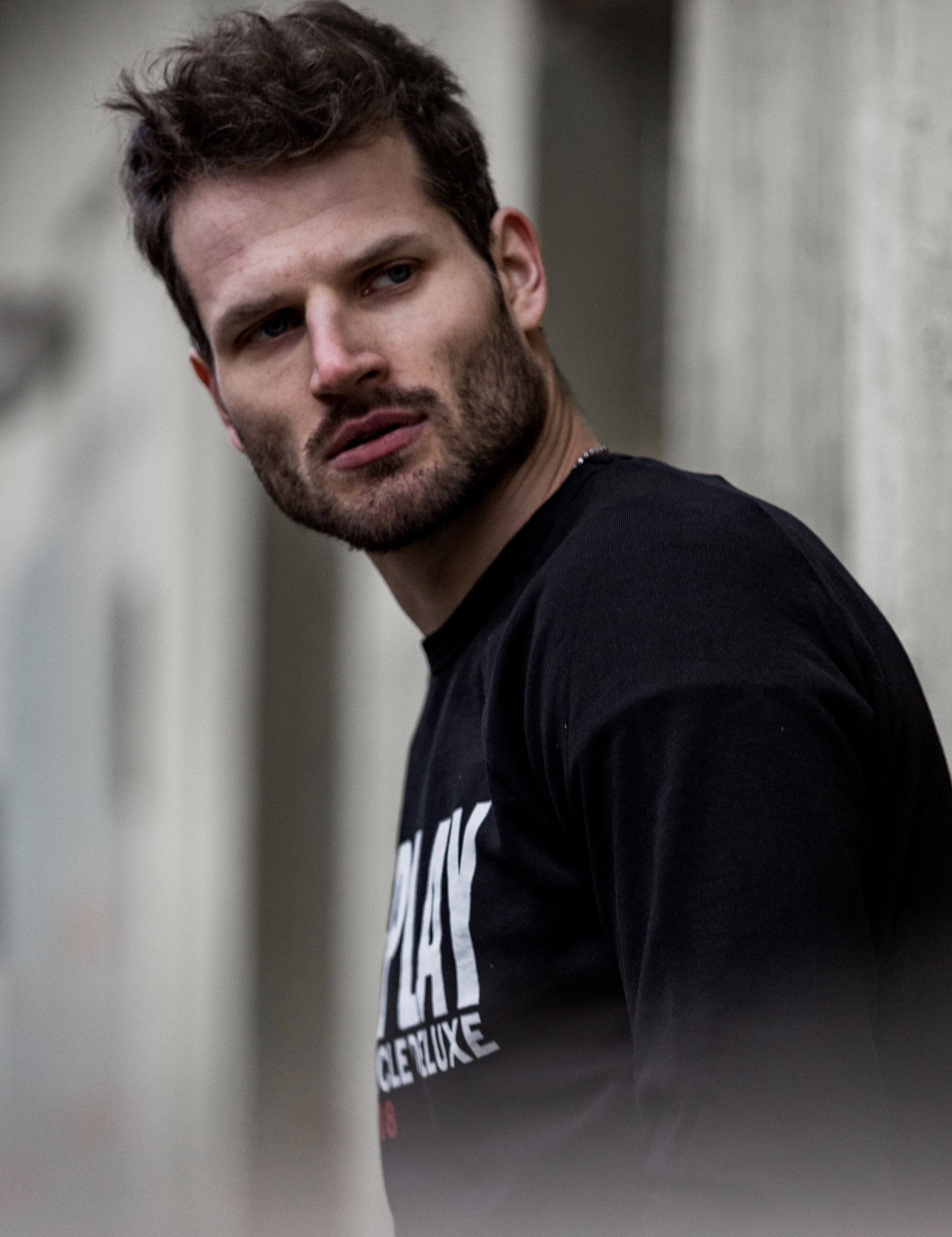
Model David Koch

David Koch (* 27. September 1991 in Alsfeld) ist ein deutsches Model und Influencer.

## Leben
Koch wuchs im hessischen Marburg auf und litt während seiner Kindheit an einem starken Stottern.
Nach seiner Schulzeit war er zunächst als Postbote tätig. 2011 entdeckte ihn eine Modellagentin zufällig auf der Frankfurter Zeil – eine Woche nach dieser Begegnung lief er bereits als Fashion-Model auf der Paris Fashion Week.

## Karriere
Er arbeitete u. a. für Armani, Calvin Klein, Dior, Givenchy Hugo Boss, Thierry Mugler und Jil Sander. Mit über 600.000 Followern auf Instagram zählt Koch derzeit zu den 50 bekanntesten Männermodellen in den Sozialen Medien.
Zwischen 2011 und 2013 lief Koch zahlreiche Schauen in London, New York, Mailand und Paris für mehrere Luxus-Modelabels. Seit 2015 konzentriert sich seine Arbeit mehr auf Kampagnen- und Covershoots. Seit Anfang 2020 ist David Koch zudem mit seinem Label „David Koch Style“ als Premiumpartner beim Judo-Bundesligisten Remscheider TV JUDOTEAM eingestiegen.

## Rezeption
Laut Frankfurter Neue Presse zählt David Koch heute „zu den erfolgreichsten Male Models“.